# Gmina Spiczyn
Die Gmina Spiczyn ist eine Landgemeinde im Powiat Łęczyński der Woiwodschaft Lublin in Polen. Ihr Sitz das gleichnamige Dorf.

## Gliederung
Zur Landgemeinde Spiczyn gehören folgende 13 Ortschaften mit einem Schulzenamt:
Charlęż
Januszówka
Jawidz
Kijany
Ludwików
Nowa Wólka
Nowy Radzic
Spiczyn
Stawek
Stoczek
Zawieprzyce
Zawieprzyce-Kolonia
Ziółków